# Vrindavan
Vrindavan, Vrindâvana ou Brindavan désigne à la fois une ville et une région de l'Uttar Pradesh (Inde) qui constituent un centre de pèlerinage lié au culte de la divinité hindoue Krishna. Située au bord de la Yamuna, à une dizaine de kilomètres au nord de Mathura que les Hindous considèrent comme le lieu de naissance de ce dieu, Vrindavan est, selon la légende, l'endroit où Krishna passa sa jeunesse, entouré des gopis. La ville est un important lieu de pèlerinage.

## Pèlerinage
Vrindavan est devenu un important lieu de pèlerinage au XVIe siècle, quand le mouvement bhakti mené par Caitanya Mahaprabhu a pris de l'ampleur. La ville compte désormais un grand nombre de temples, pour la plupart dédiés à Krishna, dont le Govind Dev construit en 1590 par le raja Man Singh d'Amber. L'édifice de grès rouge comptait alors sept étages, mais les trois derniers furent détruits sur ordre d'Aurangzeb. Elle est aussi la ville où se réfugient les veuves depuis environ 500 ans, qui fuient les mauvais traitement dus aux superstitions les concernant,.
C'est également dans cette ville que le mouvement Hare Krishna, a lancé, en 2016, la construction du Vrindavan Chandrodaya Mandir, un imposant complexe de marbre blanc qui doit comprendre le temple en lui-même, un musée, un hôtel, un restaurant et plusieurs boutiques. Le bâtiment doit être le principal temple du mouvement. En 2021, le chantier est toujours en cours.